# 37. Międzynarodowy Festiwal Filmowy w Cannes

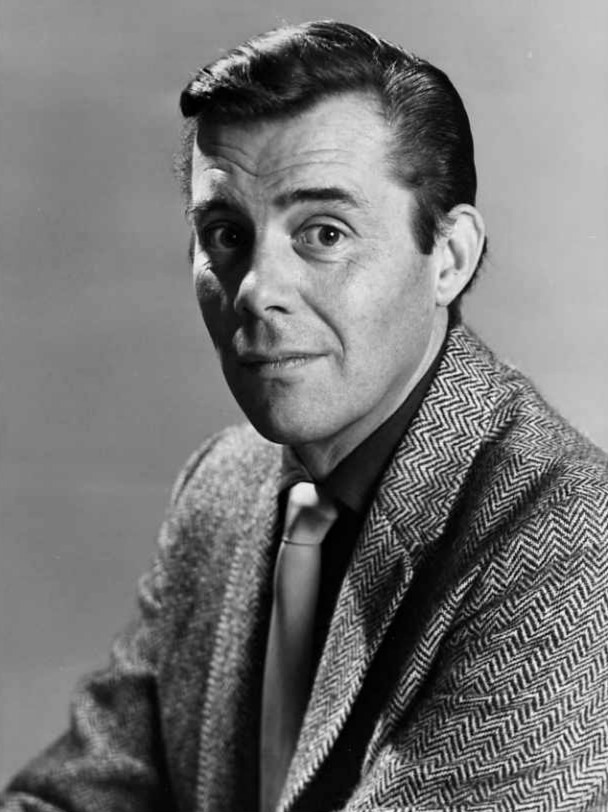
Zdjęcie Dirka Bogarde'a z występu w programie telewizyjnym Hallmark Hall of Fame. Był częścią ich prezentacji „Blythe Spirit”.

37. Międzynarodowy Festiwal Filmowy w Cannes odbył się w dniach 11–23 maja 1984 roku. Imprezę otworzył pokaz francuskiego filmu Fort Saganne w reżyserii Alaina Corneau.
Jury pod przewodnictwem brytyjskiego aktora Dirka Bogarde'a przyznało nagrodę główną festiwalu, Złotą Palmę, niemieckiemu filmowi Paryż, Teksas w reżyserii Wima Wendersa. Drugą nagrodę w konkursie głównym, Grand Prix, przyznano węgierskiemu filmowi Dziennik dla moich dzieci w reżyserii Márty Mészáros.

## Jury Konkursu Głównego
- Dirk Bogarde, brytyjski aktor − przewodniczący jury[3]
- Franco Cristaldi, włoski producent filmowy
- Michel Deville, francuski reżyser
- Stanley Donen, amerykański reżyser
- István Dosai, dyrektor wytwórni Hungarofilm
- Arne Hestenes, norweski dziennikarz
- Isabelle Huppert, francuska aktorka
- Wadim Jusow, rosyjski operator filmowy
- Ennio Morricone, włoski kompozytor
- Jorge Semprún, hiszpański pisarz

## Filmy na otwarcie i zamknięcie festiwalu
|             | Tytuł          | Reżyseria       | Kraj            |
| ----------- | -------------- | --------------- | --------------- |
| Otwierający | Fort Saganne   | Alain Corneau   | Francja         |
| Zamykający  | Bunt na Bounty | Roger Donaldson | Wielka Brytania |